# Кампаньяно-ді-Рома
Кампаньяно-ді-Рома (італ. Campagnano di Roma) — муніципалітет в Італії, у регіоні Лаціо,  метрополійне місто Рим-Столиця.
Кампаньяно-ді-Рома розташоване на відстані близько 28 км на північ від Рима.
Населення — 11 618 осіб (2014).

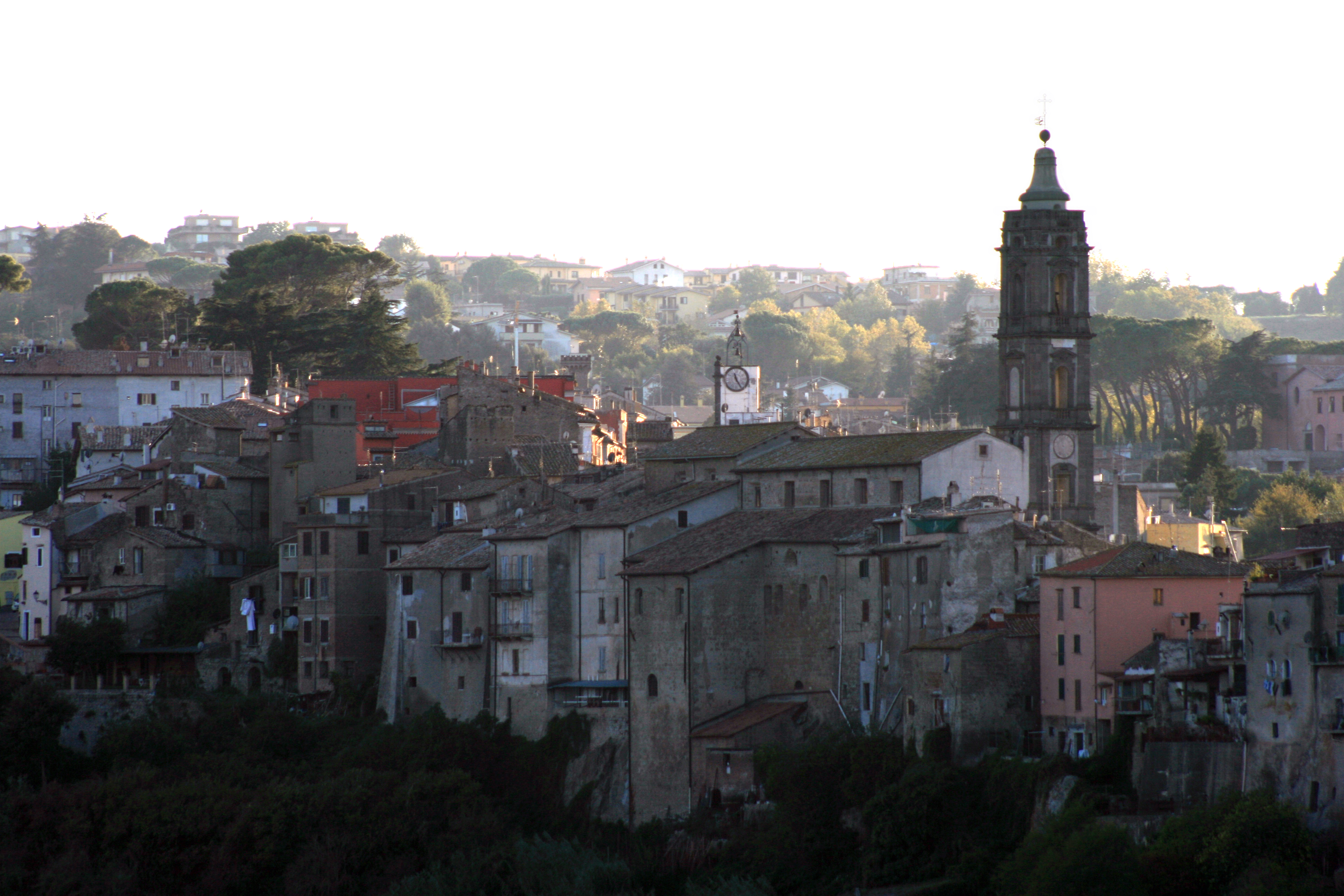

Щорічний фестиваль відбувається 29 серпня. Покровитель — S.S Giovanni Battista e Celestino.

## Демографія
Населення за роками:

Станом на 1 січня 2023 року в муніципалітеті офіційно проживав 1691 іноземець з 72 країн, серед них 1006 громадян країн Євросоюзу та 61 громадянин України.

## Сусідні муніципалітети
- Ангуїллара-Сабація
- Формелло
- Мальяно-Романо
- Маццано-Романо
- Непі
- Рим
- Сакрофано
- Тревіньяно-Романо